# Sant’Alberto Magno

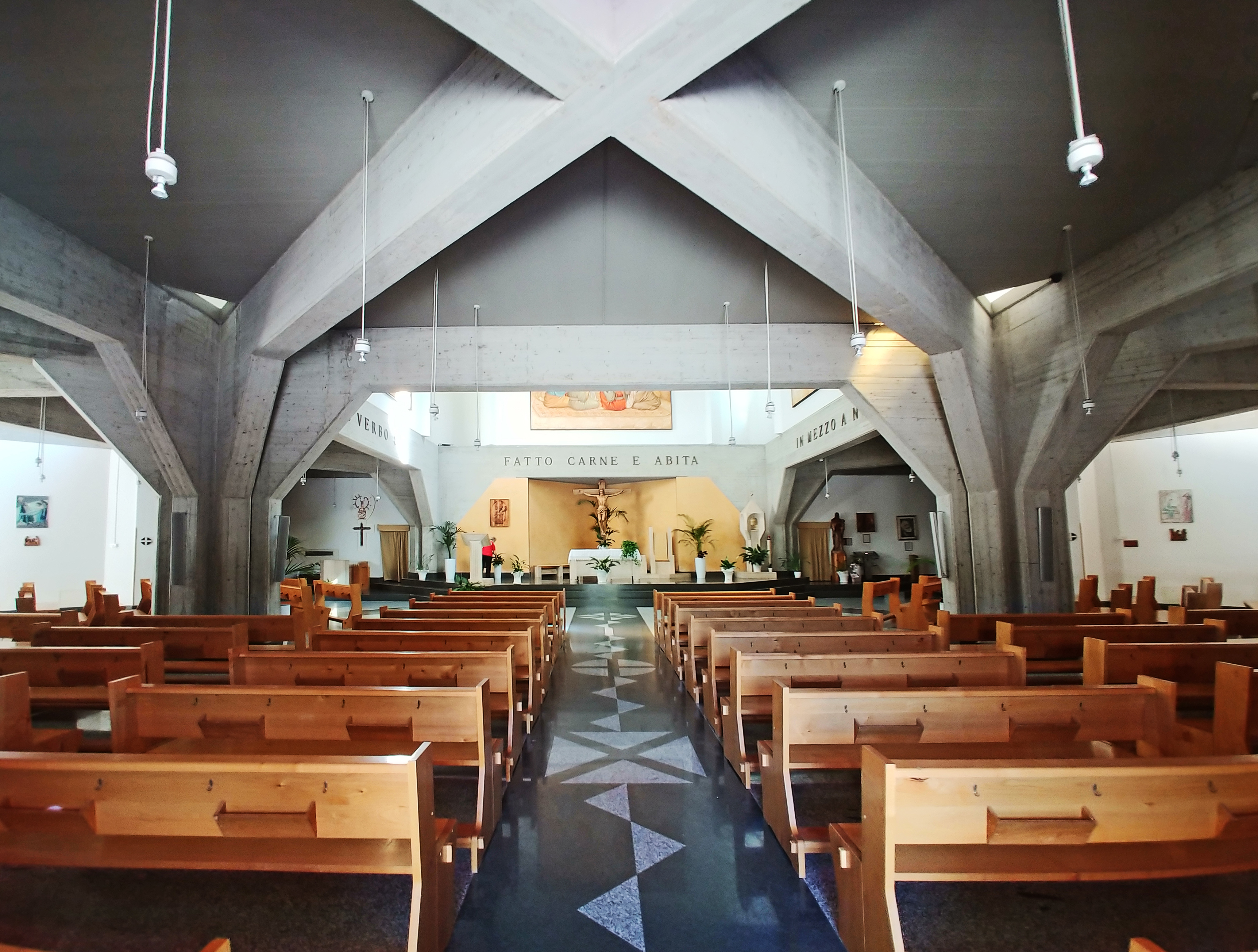
Inneres der Kirche

Sant’Alberto Magno ist die römisch-katholische Pfarrkirche der gleichnamigen Pfarrei im römischen Stadtteil Vigne Nuove, einem nordöstlichen Außenrandbezirk (Via delle Vigne Nuove 653) im Municipio III.
Seit 2016 ist sie Titelkirche des Kardinalpriesters von Sant’Alberto Magno. Der erste Titelinhaber Anthony Soter Fernandez nahm sie am 21. November 2016 in Besitz. Aktueller Titelinhaber ist seit dem 27. August 2022 Virgílio do Carmo da Silva SDB.
Namensgeber der Kirche ist der deutsche Heilige Albertus Magnus (1200–1280).

## Geschichte
Die dazugehörige Pfarrei wurde 1983 errichtet.
1988 wurde der Grundstein für die Kirche gelegt und 1991 beendete Architekt Sandro Benedetti den Bau.
Sie wurde am 19. November 2016 von Papst Franziskus zur Titelkirche des Kardinalpriesters von Sant’Alberto Magno erhoben.

## Orgel
Die Orgel umfasst zwei Manuale, ein Pedal und 35 Register.
| I Manual C–c4  |        |
| Principal      | 16′    |
| Principal      | 16′    |
| Flauto         | 8′     |
| Ottava         | 4′     |
| Flauto in VIII | 4′     |
| XII            | 2 ⁄3′  |
| Flauton in XV  | 2′     |
| XV             | 2′     |
| XIX            | 1 ⁄3’  |
| XXII           | 1′     |
| Sesquialtera   | 1 3⁄5′ |
| Oboe           | 8′     |
| II/I           |        |

| II Manual C–c4 |            |
| Bordone        | 16′        |
| Gamba          | 8′         |
| Bordone        | 8′         |
| Voce Celeste   | 8′         |
| Principal      | 4′         |
| Flauto Coperto | 4′         |
| Nazardo        | 2 ⁄3′      |
| XV             | 2′         |
| Flautino       | 2′         |
| Terza          | 1 3⁄5′     |
| Rlautino       | 1′         |
| Ripienino      | 1 ⁄3′ + 1′ |
| Oboe           | 8′         |
| Tremolo        |            |

| Pedal C–g1     |            |
| Contro Basso   | 16′        |
| Subbasso       | 16′        |
| Basso          | 8′         |
| Bordone        | 8′         |
| Ottava         | 4′         |
| Flauto         | 2′         |
| Corno di Notte | 2′         |
| Ripieno Grave  | 2 ⁄3′ + 2′ |
| Fagott         | 8′         |
| Musetta        | 4′         |
| I/Ped.         |            |
| II/Ped.        |            |

- Superottava Manual I
- Superottava Manual II
- Superottava Pedal[1]